# Gestel (Francja)
Gestel (bret. Yestael) – miejscowość i gmina we Francji, w regionie Bretania, w departamencie Morbihan.
Według danych na rok 1990 gminę zamieszkiwało 1921 osób, a gęstość zaludnienia wynosiła 307 osób/km² (wśród 1269 gmin Bretanii Gestel plasuje się na 329. miejscu pod względem liczby ludności, natomiast pod względem powierzchni na miejscu 977.).